# Oerotsite na Blaga
Oerotsite na Blaga (Уроците на Блага; Engels: Blaga's Lessons) is een Bulgaars-Duitse film uit 2023, geregisseerd door Stefan Komandarev naar een scenario dat hij samen schreef met Simeon Ventsislalov. De film is het laatste deel van Komandarevs trilogie over Bulgaarse sociale kwesties, na Posoki (2017) en V krag (2019).

## Verhaal
Blaga is een gepensioneerde lerares die ten prooi valt aan een telefoonoplichting, waardoor ze berooid achterblijft. Hopeloos terwijl al haar dromen vervagen, ziet ze via een verleidelijke maar raadselachtige job, een oplossing voor haar problemen. Maar daarvoor moet de ooit strenge en eerlijke vrouw, langzaamaan al haar principes met de voeten treden.

## Rolverdeling
| Acteur             | Personage |
| ------------------ | --------- |
| Eli Skortsjeva     | Blaga     |
| Stefan Denoljoebov |           |
| Ivajlo Christov    |           |
| Ivan Barnev        |           |
| Gerasim Gerasimov  |           |
| Rozalia Abgarjan   |           |
| Assen Blatetsjki   |           |
| Irini Zjambonas    |           |

## Release
Oerotsite na Blaga ging op 3 juli 2023 in première op het Internationaal filmfestival van Karlsbad waar hij de Kristallen Bol won. De film kreeg overwegend positieve kritieken van de filmcritici, met een score van 100% op Rotten Tomatoes, gebaseerd op 6 beoordelingen. De film werd geselecteerd als Bulgaarse inzending voor de beste niet-Engelstalige film voor de 96ste Oscaruitreiking maar werd niet geselecteerd.

## Prijzen en nominaties
De belangrijkste:
| Jaar | Prijs                                    | Categorie                    | Genomineerde(n)              | Uitslag     |
| ---- | ---------------------------------------- | ---------------------------- | ---------------------------- | ----------- |
| 2024 | Satellite Awards                         | Beste niet-Engelstalige film | Beste niet-Engelstalige film | Genomineerd |
| 2023 | Internationaal filmfestival van Karlsbad | Kristallen Bol               | Stefan Komandarev            | Gewonnen    |
| 2023 | Internationaal filmfestival van Karlsbad | Beste actrice                | Eli Skortsjeva               | Gewonnen    |
| 2023 | Internationaal filmfestival van Karlsbad | Ecumenical Jury Award        | Stefan Komandarev            | Gewonnen    |